# Abadía de Beaupré (Moncel)
La abadía de Beaupré es una antigua abadía cistercienne, ubicada en la región de Lorena, sobre el territorio del municipio de Moncel-lès-Lunéville, en Meurthe y Mosela. Hoy, el sitio está ocupado por una granja.

## Toponimia y localización
La abadía de Beaupré no es la única que lleva este nombre; existe otra en Picardia, otra en el Flandes francés, y finalmente otra en Bélgica. Este nombre expresa a la vez la localización en llanura y la riqueza de ésta, desde un punto de vista agrícola. De hecho, la abadía está ubicada en el cauce del Meurthe. El mapa de Cassini también muestra que la abadía estaba ubicada en una isla, entre el Meurthe al este y uno de sus brazos, ya drenado, al oeste. Sin embargo, este brazo secundario bien puede haber sido de origen artificial.

## Historia

### La fundación del monasterio
La abadía fue fundada en 1135 por Folmar V de Metz y su esposa Matilde. El sitio, inusualmente cerca del río, es por lo tanto vulnerable a las inundaciones del Meurthe. Puede que no haya sido elegido por los monjes cistercienses, es el patrocinador, el conde de Metz, quien lo habría impuesto. Bernardo de Clairvaux habría venido él mismo para asistir a la consagración de la iglesia abacial.

### En la Edad Media
La iglesia abacial es la necrópolis de varios duques de Lorena, entre otros Raoul, muerto en la batalla de Crécy, así como de varios de sus vasallos.

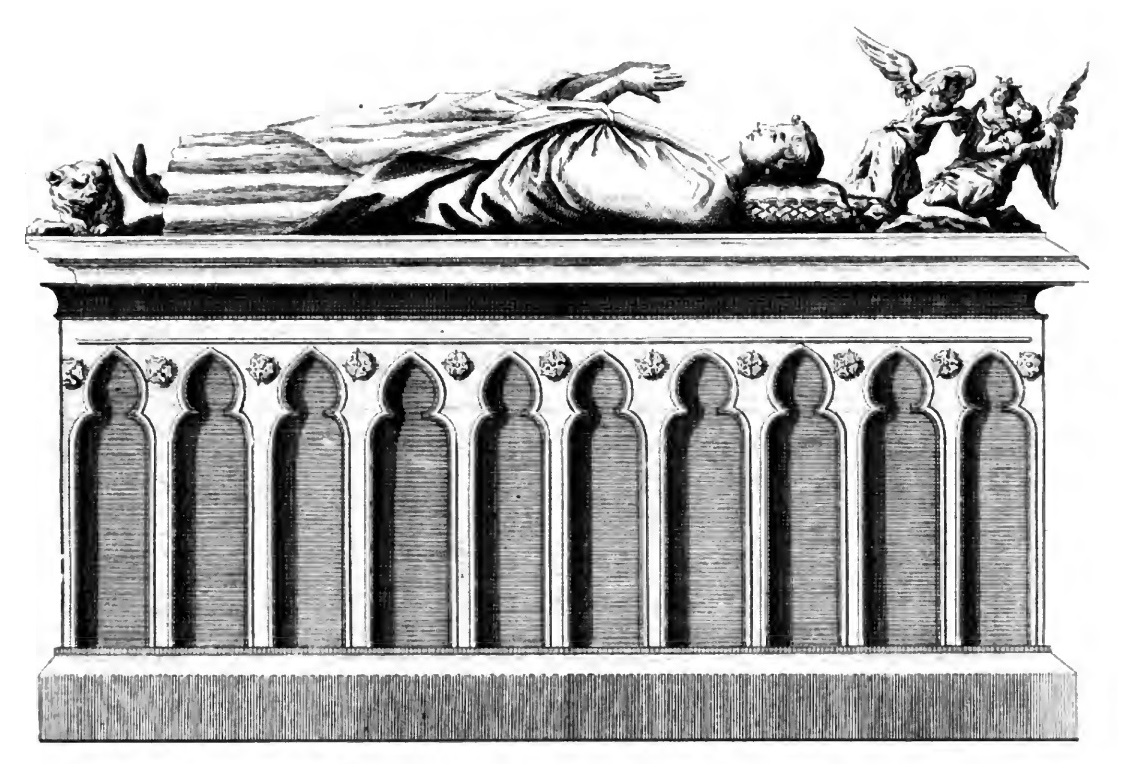
Tumba del duque Ferry III de Lorena
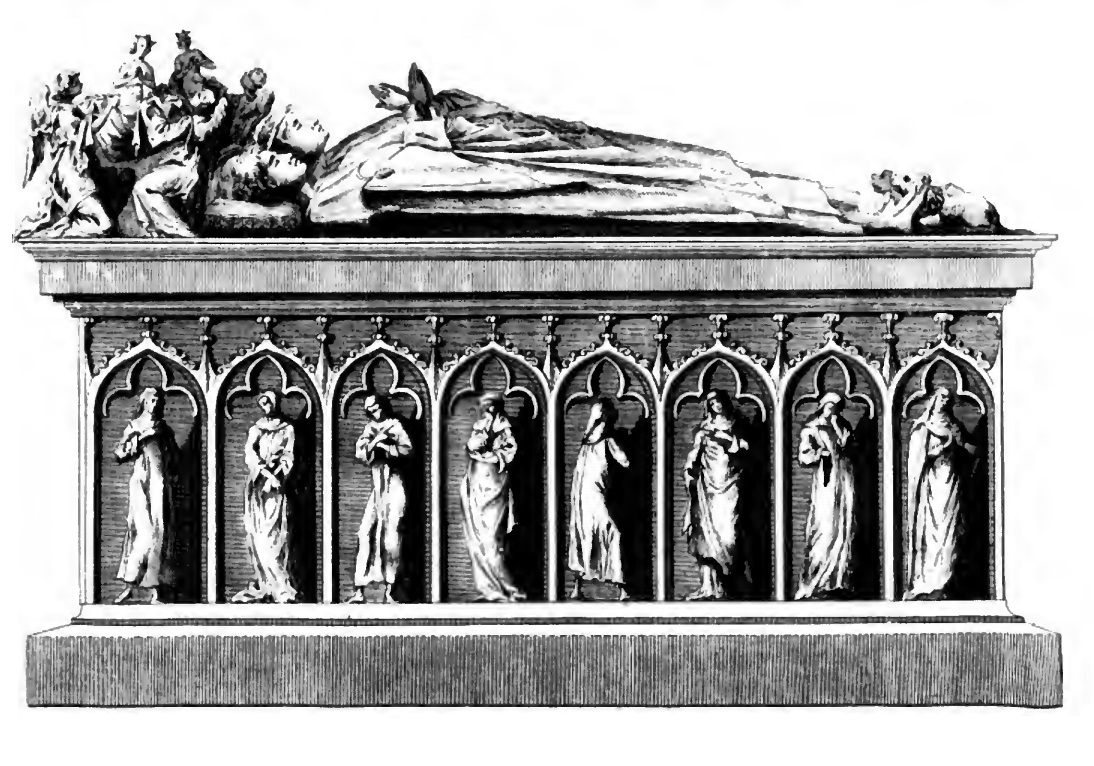
Tumba de los duques Thiébaud II y Ferry IV de Lorena

La abadía medieval se desarrolla hasta alcanzar un tamaño medio. Sin embargo, no encontró una abadía hija (según ciertas fuentes, habría contribuido a la fundación de la abadía de Baumgarten, que sin embargo es más probable que la fundara la abadía de Neubourg). El número de frailes no supera nunca la treintena, así como aproximadamente el doble de hermanos legos.

### La reforma de la estricta observancia
En 1709, la abadía, en un periodo de decadencia espiritual, se acoge a la reforma de la estricta observancia, iniciada por los frailes de la abadía de la Charmoye e implementada, entre otras, en la Abadía de Orval, pero también en la Abadía de Nuestra Señora de La Trappe, donde da nacimiento a la Orden de la Trapa. Esto no impide la decadencia y la clausura de la abadía desde antes la Revolución. Las diecisiete personas que permanecen en la abadía se dispersan, y el monasterio es requisado por el ejército. El 23 de abril de 1796, los militares en el lugar saquean los edificios, antes de prenderles el fuego. Una de las únicas piezas que subsisten es el órgano realizado por el fabricante Georges Küttinger; ha sido preservado, habiendo sido comprado durante la Revolución por la iglesia de Saints-Côme-et-Damien de Vézelise.

## Arquitectura y dependencias

### La abadía
La iglesia es hermosa, larga, abovedada en ladrillo, los pilares de piedra; el santuario está adornado con una hermosa carpintería. El recorrido del santuario está pintado con santos de la orden. El portal de la iglesia es simple, todo en piedra de Grais.

### Espacios comunes
Primer patio grande con hermoso bebedero donde se encuentran las caballerizas, cortinas, zapatero, cerrajero, mariscal, carretero. En la biblioteca algunos libros en pequeñas cantidades. Un hermoso palomar y garitas en las esquinas del vasto recinto. Gran huerto lleno de verduras atravesado por un largo canal. Detrás y fuera de las vides bien expuestas; sin estanque.

## Afiliación y dependencias
Beaupré es hija de la abadía de Morimond. Tiene nueve graneros, que es el promedio de las abadías cistercienses medievales; estos graneros están ubicados en un radio de veinticinco kilómetros, excepto uno ubicado a cincuenta kilómetros en los Vosgos.

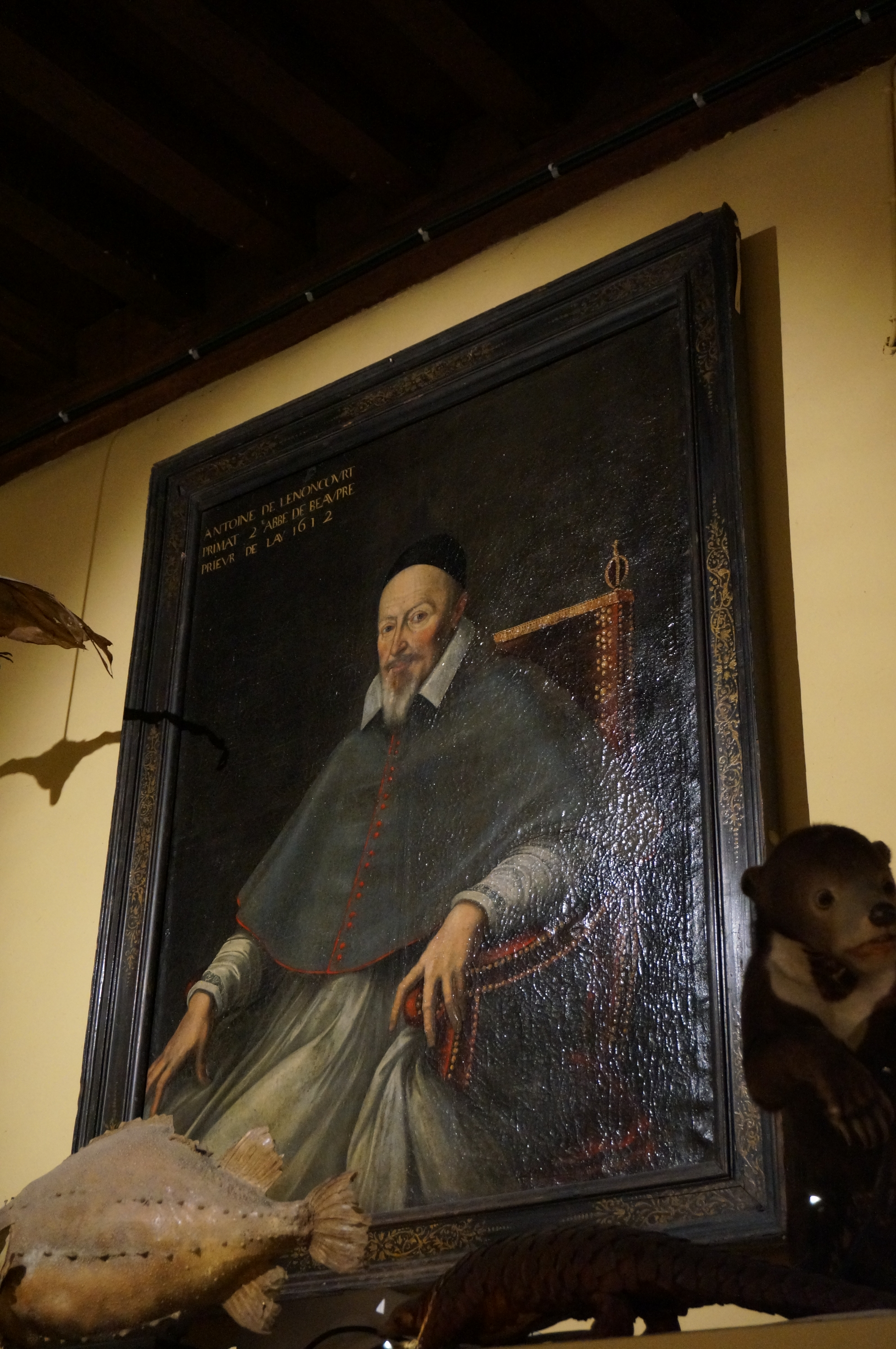
Antoine de Lenoncourt, abad.